# Ingrīda Amantova
Ingrīda Amantova est une lugeuse soviétique née le 21 juillet 1960 à Cēsis (RSS de Lettonie). Elle est notamment médaillée de bronze olympique en 1980.

## Palmarès

### Jeux olympiques
- Médaille de bronze en luge simple aux Jeux olympiques d'hiver de 1980 à Lake Placid

### Coupe du monde
- 3 podiums individuels : 
  - en simple : 1 victoire, 1 deuxième place et 1 troisième place.